# Trithyreus suboculatus
Espèce
Synonymes
- Schizomus suboculatus (Pocock, 1900)

Trithyreus suboculatus est une espèce de schizomides de la famille des Hubbardiidae.

## Distribution
Cette espèce est endémique du Sri Lanka,. Elle se rencontre vers Pundaluoya et Maturata Galles.

## Description
Trithyreus suboculatus mesure de 4 à 4,5 mm.

## Publication originale
- Pocock, 1900 : The fauna of British India, including Ceylon and Burma. Arachnida. London, p. 1-279 (texte intégral).